# Olimpijski stadion Fišt
Olimpijski stadion Fišt je stadion u Sočiju, u Rusiji. Nalazi se u sočijskom Olimpijskom parku. Ime je dobio po planini Fišt. 
Građen je za potrebe Zimskih olimpijskih igara 2014. i na njemu se održalo svečanost otvaranja i zatvaranja tih igara ali i Paraolimpijskih igara. Nakon Igara stadion se rabi za treninge i neke utakmice ruske nogometne reprezentacije. Također, na njemu se 2018. odigralo šest utakmica Svjetskog nogometnog prvenstva.

## Izgradnja
Iako je izgradnja počela 2007., konačan izgled stadiona odabran je u rujnu 2009. Stadion su projektirale vodeće svjetske tvrtke športske arhitekture, engleske tvrtke Populous i Buro Happold.
Izgradnja je stajala 603,5 milijuna američkih dolara, a stadion je otvoren u prosincu 2013.
U listopadu 2013. u znak obilježavanja 100 dana do početka Igara, Ruska središnja banka izdala je novčanicu od 100 rubalja s maketom Olimpijskog stadiona Fišt. 

## Izgled
Zidovi i krov izrađeni su od prozirnih polikarbonata. Kada se pokretni dio krova otvara prema sjeveru tada se gledateljima i posjetiteljima stadiona omogućuje pogled prema Krasnaja Poljani na Zapadnom Kavkazu, a prema jugu pogled na Crno more. 
Kada je krov otvoren, stadion ima izgled otvorene školjke, a kada je krov zatvoren, stadion podsjeća na Fabergéovo jaje. 